# Hrabstwo Dickey

Piramida wieku hrabstwa

Hrabstwo Dickey (ang. Dickey County) – hrabstwo w stanie Dakota Północna w Stanach Zjednoczonych. Hrabstwo zajmuje powierzchnię 2 956,89 km². Według szacunków US Census Bureau w roku 2006 miało 5398 mieszkańców. Siedzibą hrabstwa jest Ellendale.

## Miejscowości
- Oakes
- Ellendale
- Forbes
- Fullerton
- Monango
- Ludden